# Karl Friedrich Oppermann (Ingenieur)
Karl Friedrich Oppermann (auch: Karl Oppermann; * 20. April 1889 in Bernburg (Saale); † 23. März 1969 in Nordhorn) war ein deutscher Eisenbahn-Bauingenieur und Manager im Verkehrswesen. Von 1921 bis 1964 war er Direktor der Bentheimer Eisenbahn sowie zeitweise Präsident des Verbandes Nichtbundeseigener Eisenbahnen und Mitglied des Verwaltungsrats der Deutschen Bundesbahn. 

## Leben

### Herkunft
Oppermann legte im Jahr 1908 die Reifeprüfung in seiner Heimatstadt Bernburg ab, anschließend begann er an der Technischen Hochschule Dresden ein Studium des Bauingenieurwesens. Dort bestand er die Diplom-Vorprüfung und wechselte dann an die Technische Hochschule Braunschweig, wo er im Oktober 1913 erfolgreich die Diplom-Hauptprüfung ablegte. Im November 1913 wurde er zum Regierungsbauführer (Referendar in der öffentlichen Bauverwaltung) ernannt und an das Eisenbahnbetriebsamt Halle (Saale) versetzt. Das Referendariat wurde durch den Beginn des Ersten Weltkriegs im August 1914 unterbrochen. Oppermann leistete seinen Militärdienst im Feldeisenbahndienst bei diversen Eisenbahnbetriebsämtern in Frankreich, Belgien und Polen ab. In dieser Zeit war Oppermann nicht nur mit dem Betriebsdienst auf den ihm unterstellten Bahnhöfen befasst, sondern auch mit der technischen Instandhaltung und Planung von Eisenbahnstrecken und Betriebsanlagen. Nach Kriegsende wurden ihm diese Tätigkeiten als Ausbildungszeit anerkannt, so dass er sich 1919 zum 2. Staatsexamen anmelden konnte, das er im Februar 1920 mit Erfolg ablegte. Anschließend wurde er als Regierungsbaumeister (Assessor in der öffentlichen Bauverwaltung) zunächst bei der Reichsbahndirektion Halle eingesetzt.

### Tätigkeit in der Grafschaft Bentheim
Bereits am 20. April 1921 verließ Oppermann den preußischen Staatsdienst und nahm eine Anstellung bei der Bentheimer Kreisbahn an, deren Fortbestand wegen der desolaten wirtschaftlichen und betrieblichen Zustände in Frage stand. Neben den unzureichenden Bahnhofs- und Werkstattanlagen waren besonders das Streckengleis sowie der schlechte Unterhaltungszustand von Lokomotiven und Wagen für die wirtschaftliche Misere des Unternehmens verantwortlich. Oppermann begegnete diesen Missständen mit fundiertem Fachwissen und Einführung zeitgemäßer wirtschaftlicher und technischer Standards. Neben der Verstärkung des Oberbaus wurden ab 1925 sieben ELNA-Dampflokomotiven und ab 1928 vier Drehgestell-Personenwagen der Waggonfabrik Wismar sowie zwei Packwagen mit Postabteil beschafft. In Neuenhaus entstand schon zuvor eine moderne und großzügig bemessene neue Eisenbahnwerkstatt, die das Fundament des Eisenbahnbetriebs auf der Bentheimer Eisenbahn, wie das kreiseigene Unternehmen seit 1924 auf Betreiben Oppermanns hieß, bildete. Neben den Empfangsgebäuden in Quendorf und Hestrup ließ Oppermann in den Jahren 1928/1929 in Bentheim das neue Direktionsgebäude nach einem Entwurf des bekannten Hamburger Architekten Fritz Höger im Stil des Backsteinexpressionismus errichten. Im Jahr 1935 erfolgte die Umwandlung des Unternehmens von einem Regiebetrieb in eine Aktiengesellschaft. Bei der Bombardierung des Direktionsgebäudes in Bentheim am 14. Februar 1945 wurde Oppermann verschüttet und entkam nur knapp dem Tod.
Nach dem Zweiten Weltkrieg setzten sich die Modernisierungsbestrebungen im Zeichen neuer wirtschaftlicher Prosperität mit der Beschaffung fabrikneuer Krupp-Dampfloks für den Ölverkehr im Jahr 1950 fort, für den im Jahr 1949 eigens die Grubenanschlussbahn Esche–Osterwald angelegt wurde. Die seit dem 22. Februar 1945 aufgrund eines Bombenangriffs der Alliierten unterbrochene Schienenverbindung nach Coevorden (NL) konnte im März 1951 wieder hergestellt werden. Bereits ab 1955 begann die Beschaffung fabrikneuer MaK-Stangendieselloks, wodurch bis 1969 sukzessive alle Dampflokomotiven abgestellt werden konnten. Im Personenverkehr wurden mit den Esslinger Triebwagen und einem Uerdinger Schienenbus ebenfalls zeitgemäße Maßstäbe gesetzt: Personenzüge verkehrten durchgehend bis nach Rheine, der Grenzlandexpress von Bentheim Nord über Gronau (Westf.) und Düsseldorf nach Mönchengladbach und eine tägliche Kurswagen-Verbindung Neuenhaus–Hannover (–Helmstedt) boten den Fahrgästen umsteigefreien Reisekomfort über die Grenzen der Grafschaft Bentheim hinaus. Für die Unterhaltung der Esslinger Triebwagen wurde zudem im Jahr 1952 in Bentheim eigens eine Werkstattanlage errichtet.
1929 wurde Oppermann auf einer bürgerlich-protestantischen Rechtsliste in das Bentheimer Bürgervorsteher-Kollegium gewählt, während er 1933, auf Platz 2 der "Evangelischen Bürgerliste Schwarz-weiß-rot", die nur ein Mandat errang, nicht wiedergewählt wurde. Die im Bentheimer Land zeitweilig nationalbolschewistische Nationalsozialistische Betriebszellen-Organisation, die eine soziale Revolution forderte, führte im Frühjahr 1933 auch gegen ihn eine große Kampagne, wobei vor allem sein hohes Gehalt mitten in der Weltwirtschaftskrise kritisiert wurde. Doch mit Unterstützung aus dem Landratsamt und vieler konservativer Honoratioren überstand Oppermann die Gleichschaltungsphase.

### Überregionales Engagement
Die steigende Bedeutung der Bentheimer Eisenbahn zeigte sich bereits zum 1. Dezember 1931 in der Übernahme der Betriebsführung der Ahaus-Enscheder Eisenbahn sowie der Kleinbahn Lingen–Berge–Quakenbrück. Zum Januar 1933 wurde auch die Meppen-Haselünner Eisenbahn durch die Direktion in Bentheim mitverwaltet. Im Januar 1938 wurde Oppermann zum Leiter der Fachgruppe „private Bahnen des allgemeinen Verkehrs“ der Reichsverkehrsgruppe Schienenbahnen ernannt. 1951 wurde er Präsident des „Verbandes Deutscher Nichtbundeseigener Eisenbahnen“ (VDNE) und war dort Vorsitzender des Beirats. Im Jahre 1952 wurde er von der niedersächsischen Landesregierung als deren Vertreter in den Verwaltungsrat der Deutschen Bundesbahn berufen. Als Vorstandsmitglied wirkte er im Arbeitgeberverband Deutscher Nichtbundeseigener Eisenbahnen maßgeblich an der Gestaltung von Tarifverträgen mit. Mit der Auflösung des Niedersächsischen Landeseisenbahnamts im Jahr 1959 übernahm die Bentheimer Eisenbahn für die Ankum-Bersenbrücker Eisenbahn, die Kleinbahn Ihrhove–Westrhauderfehn, die Kleinbahn Leer–Aurich–Wittmund und die Kreisbahn Emden–Pewsum–Greetsiel die Betriebsführung. 1960 kam schließlich noch die Betriebsführung der Wittlager Kreisbahn hinzu.

### Ruhestand und Tod
Karl Oppermann schied schließlich zum 31. Dezember 1964 aus dem Vorstand der Bentheimer Eisenbahn AG aus. Formell verblieb er bis zum 31. Dezember 1966 in der Geschäftsführung eines Tochterunternehmens, um ihm ein Verbleiben in der Funktion als 1. Vorsitzender des Verbandes Deutscher Nichtbundeseigener Eisenbahnen zu ermöglichen. Er starb am 23. März 1969 nach schwerer Krankheit. Die Grafschafter Nachrichten charakterisierten Oppermann am 25. März 1969 in einem Nachruf mit folgenden Worten: „Karl Oppermann war kein Alltagsmensch (…) und kein bequemer Zeitgenosse. Er forderte sich selbst viel ab, und er verlangte von seinen Mitarbeitern nicht weniger. Leistung und Erfolg setzten für ihn die Maßstäbe. Alle die ihn näher kannten, wissen aber, daß hinter einer oftmals rauhen Schale ein gütiges Herz schlug. Karl Oppermann war großzügig und hilfsbereit, und auf seine Standfestigkeit konnte man bauen.“

### Ehrungen
Für sein Lebenswerk, insbesondere für seine Bemühungen zur Aussöhnung mit den Niederlanden nach dem Zweiten Weltkrieg und sein überregionales Engagement, wurde Oppermann 1955 mit dem Großen Verdienstkreuz des Verdienstordens der Bundesrepublik Deutschland und 1967 mit dem Niedersächsischen Verdienstorden ausgezeichnet.

## Veröffentlichung
- Die Bentheimer Eisenbahn AG und die Lage der Deutschen nichtbundeseigenen Eisenbahnen, in: Grafschafter Nachrichten. Jubiläums-Ausgabe vom 1. November 1954